# Ras Al Khor Industrial Area
Ras Al Khor Industrial Area (in arabo  رَأْس الْـخـوْر الـصَّـنـاعـيّـة‎?), o più semplicemente Ras Al Khor Industrial, è un quartiere (o comunità) di Dubai, negli Emirati Arabi Uniti. Si trova a sud di Bur Dubai e dell'area protetta di Ras Al Khor.

## Territorio
Il territorio si sviluppa su un'area di 12,2 km² nella zona centrale di Bur Dubai, ed è delimitato a nord dalla Ras Al Khor Road, a ovest dal quartiere di Bu Kadra, a sud dalla Manama Street e a est dalla Sheikh Mohammed Bin Zayed Road (anche nota come E 311).
Il quartiere è diviso in tre sottocomunità:
- Ras Al Khor Industrial First, nella zona occidentale;
- Ras Al Khor Industrial Second, nella zona centrale;
- Ras Al Khor Industrial Third, nella zona orientale;

Come dice il suo nome questo è un quartiere prettamente industriale in cui sono presenti molti magazzini e capannoni. Una delle attività prevalenti dell'area è quella relativa alla commercializzazione di automobili e autocarri con annesse attività di vendita di pezzi di ricambio, centri di assistenza per automobili, autolavaggi e officine di riparazioni di veicoli.
Questa caratterizzazione del quartiere è confermata dal fatto che la Municipalità di Dubai ha istituito proprio qui un mercato pubblico per la vendita di auto nuove e usate. Questo mercato, che è il più grande di questo tipo in tutti gli Emirati Arabi, oltre alla vendita e acquisto di veicoli di tutti i tipi, è anche dotato di officine per la manutenzione dei veicoli, servizi di assicurazione e finanziamento, autoscuola, nonché una serie di servizi collaterali fra i quali: una moschea, una banca, un distributore di benzina, negozi che vendono accessori per auto e servizi igienici pubblici.
Il quartiere ospita anche il Mercato Ortofrutticolo Centrale di Al Aweer. È il più grande mercato nella regione MENA e GCC che si estende su una superficie di 100 ettari.
Nel quartiere non ci sono fermate della Metropolitana, tuttavia diversi autobus pubblici servono l'area per aiutare i residenti nei loro spostamenti.